# ریکاردو اینوسنتی (بازیکن فوتبال، زاده ۱۹۷۴)
ریکاردو اینوسنتی (انگلیسی: Riccardo Innocenti؛ زادهٔ ۱۵ اکتبر ۱۹۷۴) بازیکن فوتبال اهل ایتالیا است.
از باشگاه‌هایی که در آن بازی کرده‌است می‌توان به باشگاه فوتبال سورنتو کالچو اشاره کرد.